# Puccinia tarri
Puccinia tarri ist eine Ständerpilzart aus der Ordnung der Rostpilze (Pucciniales). Der Pilz ist ein Endoparasit des Süßgrases Aristida stipoides. Symptome des Befalls durch diese Art sind Rostflecken und Pusteln auf den Blattoberflächen der Wirtspflanzen. Sie ist ein Endemit des Sudans.

## Merkmale

### Makroskopische Merkmale
Puccinia tarri ist mit bloßem Auge nur anhand der auf der Oberfläche des Wirtes hervortretenden Sporenlager zu erkennen. Sie wachsen in Nestern, die als gelbliche bis braune Flecken und Pusteln auf den Blattoberflächen erscheinen.

### Mikroskopische Merkmale
Das Myzel von Puccinia tarri wächst wie bei allen Puccinia-Arten interzellulär und bildet Saugfäden, die in das Speichergewebe des Wirtes wachsen. Aecien oder Spermogonien der Art sind nicht bekannt. Die gelbbraunen Uredien des Pilzes wachsen oberseitig auf den Wirtsblättern. Ihre gelben bis hell goldbraunen Uredosporen sind 32–45 × 18–23 µm groß, meist langellipsoid bis ellipsoid und warzig. Die Telien der Art wachsen oberseitig auf Blättern und Hüllrohren. Die kastanienbraunen Teliosporen sind ein- bis zweizellig, in der Regel ellipsoid bis langellipsoid und 40–55 × 21–27 µm groß. Ihre Stiele sind farblos bis gelblich und bis zu 165 µm lang.

## Verbreitung
Das bekannte Verbreitungsgebiet von Puccinia tarri umfasst lediglich den Sudan.

## Ökologie
Die Wirtspflanze von Puccinia tarri ist Aristida stipoides. Der Pilz ernährt sich von den im Speichergewebe der Pflanzen vorhandenen Nährstoffen, seine Sporenlager brechen später durch die Blattoberfläche und setzen Sporen frei. Die Art verfügt über einen Entwicklungszyklus, von dem bislang lediglich Telien und Uredien sowie deren Wirt bekannt sind; Spermogonien und Aecien konnten dem Pilz nicht zugeordnet werden.